# Провиденс (Алабама)
Провиденс (енгл. Providence) град је у америчкој савезној држави Алабама. По попису становништва из 2010. у њему је живело 223 становника.

## Демографија
Према попису становништва из 2010. у граду је живело 223 становника, што је 88 (28,3%) становника мање него 2000. године.
| Група             | 2000.       | 2010.       |
| Белци             | 259 (83,3%) | 180 (80,7%) |
| Афроамериканци    | 47 (15,1%)  | 29 (13,0%)  |
| Азијати           | 3 (1,0%)    | 0 (0,0%)    |
| Хиспаноамериканци | 2 (0,6%)    | 7 (3,1%)    |
| Укупно            | 311         | 223         |